# Die Marzipanliese
Die Marzipanliese ist eine Kriminalnovelle mit Elementen der Gespenstererzählung des österreichischen Schriftstellers Friedrich Halm aus dem Jahre 1856, die an eine wahre Begebenheit anknüpft. Geschildert wird die Ermordung einer alten Frau um ihres Geldes willen sowie die grausame Bestrafung des Mörders durch das Schicksal.

## Inhalt
Halms Erzählung spielt in Ungarn kurz nach dem Frieden von Szathmar (1711). Der erfolgreiche Kaufmann Paul Horváth liest den jungen Franz (Ferencz) Bauer aus Wien von der Straße auf und stellt ihn provisorisch als Schreiber ein. Rasch steigt Ferencz im Hause des Kaufmanns wegen seiner herausragenden Fähigkeiten zum Buchhalter auf und erwirbt sich das Vertrauen seines Dienstherrn und dessen 17-jähriger Tochter Czenczi, der er auch Deutschunterricht erteilt.
Der Aufstieg Ferencz’ ruft den Neid und die Wachsamkeit des Schaffners Antal hervor, der schon bald merkwürdige Dinge über den Neuankömmling zu berichten weiß: So kann dieser die Originale seiner Zeugnisse, die angeblich in Wien liegen, nicht herbeischaffen, und zieht sich jedes Mal unter dem Vorwand von Gichtanfällen und Augenleiden zurück, wenn Besuch im Hause des Kaufmanns weilt. Der gutmütige Horváth jedoch schlägt alle Warnungen in den Wind. Eines Abends trifft der befreundete Kaufmann Steidler im Hause Horváths ein. Ferencz, der diesmal besonders schlimme Anfälle vorgibt, muss jedoch auf Befehl seines Herrn am Abendessen teilnehmen und erscheint mit verhülltem Gesicht. Beim Abendgespräch kommt man auf Kriminalfälle zu sprechen, und Horváth meint, jedes Verbrechen müsse irgendwann einmal notwendigerweise aufgeklärt werden, denn „nichts ist so fein gesponnen, es kommt zuletzt ans Licht der Sonnen“. Um das zu widerlegen, berichtet Steidler von einer unaufgeklärten Mordtat, deren nähere Umstände er selbst miterlebt hat. Vor etwa drei Jahren hatte er in dem Städtchen Bruck beobachtet, wie ein junger Mann einer hässlichen, etwa 70-jährigen Frau übertrieben den Hof machte. Die Alte war die reiche Witwe eines Lebkuchenbäckers, lebte vom Geldverleihen auf Wucherzinsen und hieß allgemein nur die Marzipanliese. Auf sein Nachfragen erfährt er, dass der junge Mann auf das baldige Ableben und das reiche Erbe der Alten hoffe, um dann selbst eine junge Frau heiraten zu können. Wenige Tage später wird die Marzipanliese ermordet aufgefunden, die Testamentseröffnung ergibt, dass sie ihr gesamtes Vermögen der Stadt für mildtätige Zwecke hinterlassen hat. Der junge Mann verzweifelt, nach drei Wochen werden seine Kleider am Flussufer gefunden, was zur Vermutung Anlass gibt, er habe sich das Leben genommen. Zwar fällt der Mordverdacht auf ihn, aber Beweise gibt es keine. So bleibt die Suche nach dem Mörder der Marzipanliese ergebnislos.
Während der Erzählung Steidlers erleidet Ferencz einen Schwächeanfall und muss die Gesellschaft verlassen. Czenczi zeigt sich mehr als schicklich um ihn besorgt, was ihr den Zorn des Vaters zuzieht. Dieser will nun dem sich anbahnenden Verhältnis seiner Tochter zu seinem Buchhalter ein Ende bereiten und befiehlt ihm, noch heute das Haus zu verlassen. Statt diesem Befehl zu folgen, überredet Ferencz jedoch Czenczi zur gemeinsamen Flucht. Als Termin wird der erste Tag einer angekündigten Dienstreise des Vaters festgesetzt. Ferencz verlässt anscheinend das Haus, kehrt jedoch heimlich wieder um und wird von Czenczi in einem normalerweise unbewohnten, nur von außen zu öffnenden Kellerraum untergebracht, wo er auf den Tag der Flucht warten soll. Zum Unglück für die Liebenden schiebt der Vater seine Abreise immer weiter hinaus, so dass sich Ferencz, von Czenczi notdürftig versorgt, länger als geplant in seinem Versteck aufhalten muss. Die Situation zerrt derart an Czenczis Nerven, dass sie eines Nachts, als sie wieder Ferencz Speisen bringen will, meint, auf der Kellertreppe der Marzipanliese zu begegnen, die ihr den Zutritt zum Keller verwehrt. Czenczi verfällt daraufhin in ein heftiges Nervenfieber und ringt sieben Tage und Nächte mit dem Tod. Als sie aufwacht, meint sie, nur eine Nacht geschlafen zu haben und bittet ihre Base, sich um den Gefangenen im Keller zu kümmern. In diesem Augenblick wird Horváth das Geschehene klar, er stürzt in den Keller und findet den schrecklich entstellten Ferencz, der seinem Leben durch Öffnen der Pulsadern selbst ein Ende gesetzt hat, um dem drohenden Hungertod zu entgehen.
Czenczi erleidet einen schweren Rückfall, überlebt aber, während ihr Vater vor Kummer stirbt. Sie schickt die hinterlassenen Papiere Ferencz’ an Steidler, dessen Nachforschungen zweifelsfrei ergeben, dass Ferencz alias Anton Lenhart der Mörder der Marzipanliese war. Czenczi verschreibt ihre gesamte Habe einem Kloster und wird Zisterzienserin, um für den Rest ihres Lebens für den Mörder zu beten.

## Entstehungsgeschichte
Dass Halm, der fast nur für seine zahlreichen, teilweise den Ruhm Grillparzers übertreffenden Bühnenwerke bekannt war, auch auf dem Gebiet der Novelle große Leistungen hervorgebracht hatte, war zu Lebzeiten des Dichters wenig bekannt. So erschienen seine Novellen in Buchform erst nach seinem Tod im 11. und 12. Band der von Faust Pachler und Emil Kuh besorgten Gesamtausgabe. Die Novelle Die Marzipanliese erschien zuerst 1856 in der von Karl Gutzkow herausgegebenen Wochenzeitschrift Unterhaltungen am häuslichen Herd, wurde aber nur wenig beachtet. Der Marzipanliese liegt eine wahre Begebenheit zugrunde, die dem Dichter von Faust Pachler mitgeteilt wurde: Die Ermordung einer alten Frau, die Flucht des Mörders nach Ungarn, seine Liebe zur Tochter seines Dienstherrn, das Verbergen des Geliebten im Keller sowie die plötzliche Erkrankung des Mädchens und der Tod des Geliebten im Keller entsprechen den Tatsachen.

## Bewertung
Wie den anderen Novellen Halms haftet auch dieser ein düsterer Grundzug an. Die wahren Zusammenhänge werden zunächst nur angedeutet und dem Leser nach und nach bis zur Gewissheit enthüllt. Bewundernswert ist auch der kunstvolle Aufbau der Novelle mit der Binnenerzählung Steidlers ziemlich genau in der Mitte, deren Zusammenhang zur Rahmenhandlung erst im letzten Drittel klar wird.
Die von Heinrich von Kleist und der italienischen Novellistik beeinflusste Erzählung gilt als „Meisterwerk“ und als eine der „Perlen deutschsprachiger Erzählkunst“.